# Зирка (Одесская область)
Зирка (укр. Зірка) — село, относится к Ширяевскому району Одесской области Украины.
Население по переписи 2001 года составляло 68 человек. Почтовый индекс — 66831. Телефонный код — 4858. Занимает площадь 0,32 км². Код КОАТУУ — 5125483405.
На 2013 год осталось 7 жилых домов.

## Местный совет
66831, Одесская обл., Ширяевский р-н, с. Новоандреевка, ул. Центральная, 15